# 2609 Kiril-Metodi
2609 Kiril-Metodi là một tiểu hành tinh vành đai chính với chu kỳ quỹ đạo là 1209.1617379 ngày (3.31 năm).
Nó được phát hiện ngày 9 tháng 8 năm 1978.